# Cal Roc (Pradell de la Teixeta)
Cal Roc és una casa amb elements barrocs de Pradell de la Teixeta (Priorat) inclosa a l'Inventari del Patrimoni Arquitectònic de Catalunya.

## Descripció
Edifici de planta rectangular, bastit de maçoneria arrebossada, cobert per teulada a dos vessants, de planta baixa, pis i golfes. A la façana s'obren una porta a la planta baixa, dues finestres al pis i dues més a les golfes. Cald estacar la porta, de pedra i arc rebaixat, amb un interessant motiu ornamental abarrocat que conté la data de l'edifici.

## Història
La construcció, datada a finals del segle xviii, és integrada en el sector de creixement propi d'aquell segle. L'edifici no ha sofert modificacions d'importància en el transcurs del temps.